# Drömmen om Thérèse
Drömmen om Thérèse är en svensk opera för arenascen i två akter med musik av Lars Johan Werle. Librettot av Lars Runsten bygger på novellen Pour une nuit d'amour av Emile Zola.

## Historia
Verket skrevs för Stockholmsoperans Rotunda, en arenascen där instrumentalgrupper sitter bakom publiken, där den hade urpremiär den 26 maj 1964. Operan har även uppförts i bland annat München och Edinburgh samt i svensk TV 1988.

## Roller
- Thérèse (mezzosopran)
- Julien (baryton)
- Columbel (tenor)
- Françoise (sopran)
- Två fabriksflickor (sopraner)
- Tre fulla officerare (tenor, baryton respektive bas)
- Gatsoperskan (talroll)
- Främlingen (stum roll, gitarrist)
- Den blinde fiolspelaren (stum roll, violinist)

## Handling
Operan utspelar sig i en fransk småstad på 1800-talet. 

## Ljudupptagning
Drömmen om Thérèse. LP. Swedish Society Discofil SLT 33177. 1967.